# Gorzów Chrzanowski
Gorzów Chrzanowski – przystanek kolejowy w Gorzowie, w gminie Chełmek, w powiecie oświęcimskim, w województwie małopolskim, w Polsce.

## Ruch pasażerski
| Rok  | Wymiana pasażerska na dobę |
| ---- | -------------------------- |
| 2017 | 10-19                      |
| 2022 | 20-49                      |

Pierwotnie przystanek kolejowy nosił nazwę „Świnna” i był zlokalizowany ok. 1 km na południe od obecnego przystanku. Przystanek kolejowy „Gorzów Chrzanowski” otwarto w maju 1973 roku.
Obecnie realizowane są regularne połączenia kolejowe przez spółkę PolRegio między Oświęcimiem i Krakowem Głównym, z postojem w Gorzowie Chrzanowskim.
Gorzów posiada bezpośrednie połączenie z Krakowem, Trzebinią i Oświęcimiem. Od 2019 roku wznowiono połączenie z Krakowa przez Oświęcim do Czechowic-Dziedzic, dzięki temu Gorzów Chrzanowski znów posiada połączenie z tym miastem.